# Joseph Kollamparampil
Joseph Kollamparampil CMI (ur. 18 kwietnia 1958 w Cherpunkal) – indyjski duchowny syromalabarski, od 2013 biskup Jagdalpur.

## Życiorys
Święcenia kapłańskie otrzymał 6 maja 1985 w zakonie karmelitów Maryi Niepokalanej. Był m.in. rektorem zakonnego domu formacyjnego, prowincjałem oraz przełożonym instytutu teologicznego w Bhopal.
16 lipca 2013 został prekonizowany eparchą Jagdalpur. Chirotonii biskupiej udzielił mu 17 września 2013 zwierzchnik Kościoła syromalabarskiego, kard. George Alencherry.